# Sylvester Sim
Sylvester Sim (en chino simplificado, 沈祥龙; pinyin, Shěn Xiánglóng, nacido el 19 de enero de 1983) es un cantante de Singapur. Fue el primer finalista de un concurso de canto de "Singapore Idol". Es conocido también como Sly por sus fanes. Solía formar parte de una banda musical de J-rock llamado L'zefier.
En una entrevista confeso, que se presentó con una imagen roquera, lo que resultó para él casi siendo eliminado durante su participación. De hecho, él venció a la favorita de la competencia, Olinda Cho, para llegar a las finales de Singapore Idol, de temporada 1. Salió como primer finalista el 1 de diciembre de 2004. Al mes siguiente, un informe dio la noticia, que Sim fue contratado junto a otros concursantes, entre ellos la cantante Maia Lee. Lo que provocó un escándalo menor, pero que ya se había cancelado su compromiso, diciendo que ellos se están concentrando en sus carreras.
Como cantante, ha interpretado temas musicales cantando en diferentes idiomas como el chino, inglés e incluso en japonés. Su primer álbum tan esperado de Sim, titulado Take Flight, fue lanzado en abril del 2005. Luego terminó su contrato con su gestión, con el sello Hype Records, en julio del 2006, citando por razones personales.

## Discografía

### Álbumes
- Qi Fei (Take Flight) (April 2005)